# 东街街道 (呼和浩特市)
东街街道，是中华人民共和国内蒙古自治区呼和浩特市新城区下辖的一个乡镇级行政单位。

## 行政区划
东街街道下辖以下地区：
东库街社区、内蒙党委社区、东护城河北街社区、老缸房街社区、河西社区、东护城河南街社区和利民社区。